# Kvæsurt
Slægten Kvæsurt (Sanguisorba) er udbredt med 13 arter i Europa, Asien og Nordamerika. Det er stauder eller små buske, der ofte danner en grundstillet bladroset. Stængelbladene sidder spredt, og de er uligefinnede med 7-25 småblade, der har savtakket rand. Blomsterne sidder samlet i endestillede hoveder. De enkelte blomster er små og stærkt omdannede med røde, lyserøde, violette eller hvide bægerblade. Kronblade mangler. Frugterne er nødder, omgivet af det forveddede bæger.
| Beskrevne Arter |

- Kanadisk kvæsurt (Sanguisorba canadensis)
- Bibernelle (Sanguisorba minor)
- Lægekvæsurt (Sanguisorba officinalis)

| Øvrige Arter |

- Sanguisorba albanica
- Sanguisorba albiflora
- Sanguisorba ancistroides
- Sanguisorba annua
- Sanguisorba diandra
- Sanguisorba dodecandra
- Sanguisorba hakusanensis
- Sanguisorba hybrida
- Sanguisorba obtusa
- Sanguisorba tenuifolia